# Nýrovce
Nýrovce este o comună slovacă, aflată în districtul Levice din regiunea Nitra. Localitatea se află la altitudinea de 152 m deasupra n.m., se întinde pe o suprafață de 13,49 km2 și în 2017 număra 514 locuitori.

## Istoric
Localitatea Nýrovce este atestată documentar din 1247.

## Demografie
| An:                | 1994 | 2004   | 2014   | 2024   |
| ------------------ | ---- | ------ | ------ | ------ |
| Număr de persoane: | 587  | 569    | 525    | 499    |
| Diferență:         |      | −3,06% | −7,73% | −4,95% |

| An:                | 2023 | 2024   |
| ------------------ | ---- | ------ |
| Număr de persoane: | 507  | 499    |
| Diferență:         |      | −1,57% |